# Xerbus brunella
Xerbus brunella är en insektsart som först beskrevs av Ball 1933.  Xerbus brunella ingår i släktet Xerbus och familjen vedstritar. Inga underarter finns listade i Catalogue of Life.